# Liliane Jagueneau
Œuvres principales
Structuration de l'espace linguistique entre Loire et Gironde : Analyse dialectométrique des données de l'Atlas Linguistique et Ethnographique de l'Ouest
Liliane Jagueneau, née le 29 juillet 1950 à Ulcot et morte le 19 janvier 2018 à Poitiers, est une linguiste française. Elle a enseigné à l'Université de Poitiers de 1993 à 2012.
Maître de conférences en linguistique française et langues régionales: le poitevin-saintongeais et l'occitan. Elle s’intéresse aux parentés entre l'acadien et le poitevin-saintongeais. Elle a conduit, dans l’équipe de recherche FORELL (Formes et représentations en Linguistique et littérature, EA3816) avec Jean-Léo Léonard le projet « Les Langues et vous : aménagement linguistique « de par en bas » en domaine d’oïl », et participé à l’élaboration de ressources pour la sensibilisation au poitevin-saintongeais (Ecoute-zou, jeu sur les bruits), films d’animation en poitevin de Lucie Mousset : Lés 3 Petites Poulétes, Les voyages du Demi-Jhau). Elle a écrit de nombreux livres sur les langues régionales dont le français acadien, parlé au Canada, en collaboration avec Louise Péronnet.
C'est par ailleurs une auteure d'expression poitevine-saintongeaise dans sa variété poitevine.

## Livres
- Liliane Jagueneau (1987), Structuration de l'espace linguistique entre Loire et Gironde, Analyse dialectométrique des données de l'Atlas Linguistique et Ethnographique de l'Ouest, thèse de Doctorat d'État, Toulouse, 409 p.
- Liliane Jagueneau (1999), Le parlanjhe de Poitou-Charentes-Vendée, Nord-Gironde et Sud-Loire-Atlantique en Trente questions, Geste Editions, 1999, 64 p.
- Liliane Jagueneau, Louise Péronnet (2003), Lexique acadien et lexique poitevin-saintongeais : étude synchronique d’une "parenté", dans L’Acadie Plurielle. Dynamiques identitaires collectives et développement au sein des réalités acadiennes, dir. André Magord, Institut d’Études Acadiennes et Québécoises, Université de Poitiers et Université de Moncton, 2003, p. 189-227 (39 p.)
- Liliane Jagueneau (2006), Images et dynamiques de la langue : poitevin-saintongeais, français, autres langues, Actes de la journée d’études Les images de la langue (décembre 2003) et du Colloque Le poitevin-saintongeais : images et dynamique d’une langue (5-6 novembre 2004), L'Harmattan, 260 p.
- Liliane Jagueneau et Pierre Gauthier (2002), Ecrire et parler poitevin-saintongeais du XVIe siècle à nos jours, Parlanjhe Vivant-Geste éditions.

## Contributions
- Lilianne Jagueneau, Le poitevin-saintongeais à l'Université de Poitiers, et Le poitevin-saintongeais dans la vie associative, dans : Éric Nowak, Patois et chansons de nos grands pères en Poitou (Vienne, Deux-Sèvres), CPE Éditions, 2012.  (ISBN 978-2-84503-992-6)
- Lilianne Jagueneau, Préface, dans : Imerajhes d’Asie / Images d’Asie, Recueil bilingue, poitevin / français, (traductions en poitevin d’Éric Nowak), de dix-sept poèmes de Georges Friedenkraft (nom de plume de Georges Chapouthier), 2014, Édition des régionalismes / Pyrémonde.  (ISBN 978-2-8240-02514)

## Écrits enpoitevin
- L'ève, de roère en évière, de traversène en rigane..., dans : La Boulite poitevine-saintongeause, n°10, 1986.